# الطاقة المتجددة في المملكة المتحدة

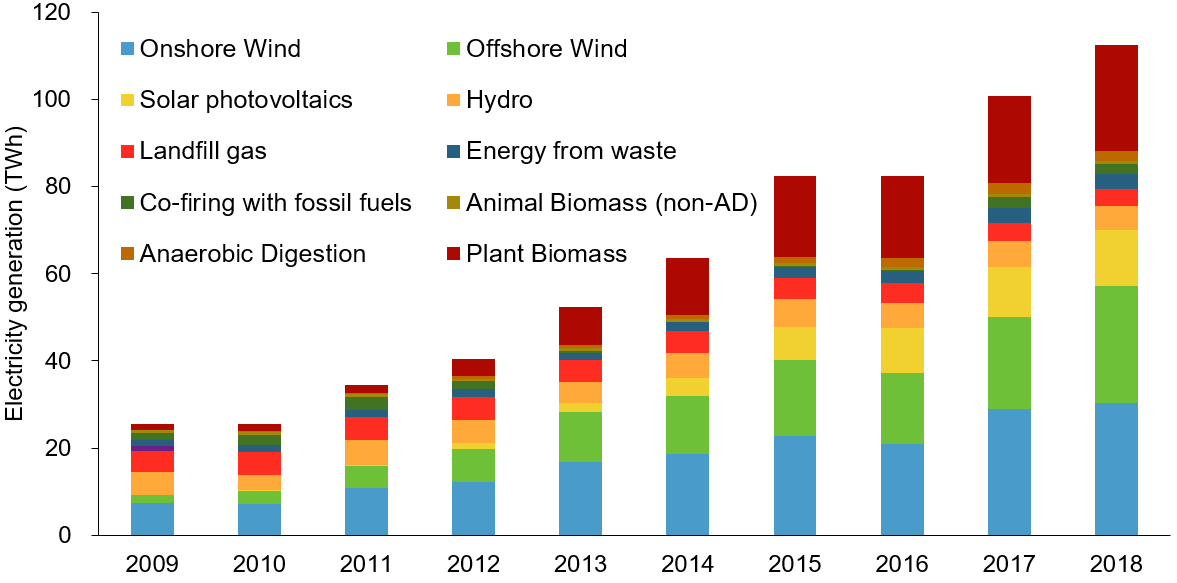
الكهرباء المولدة من مصادر متجددة في المملكة المتحدة بين عامي 2000 و 2015

ويمكن تقسيم الطاقة المتجددة في المملكة المتحدة إلى توليد الكهرباء المتجددة وتوليد الحرارة المتجددة واستخدام الطاقة المتجددة في قطاع النقل.

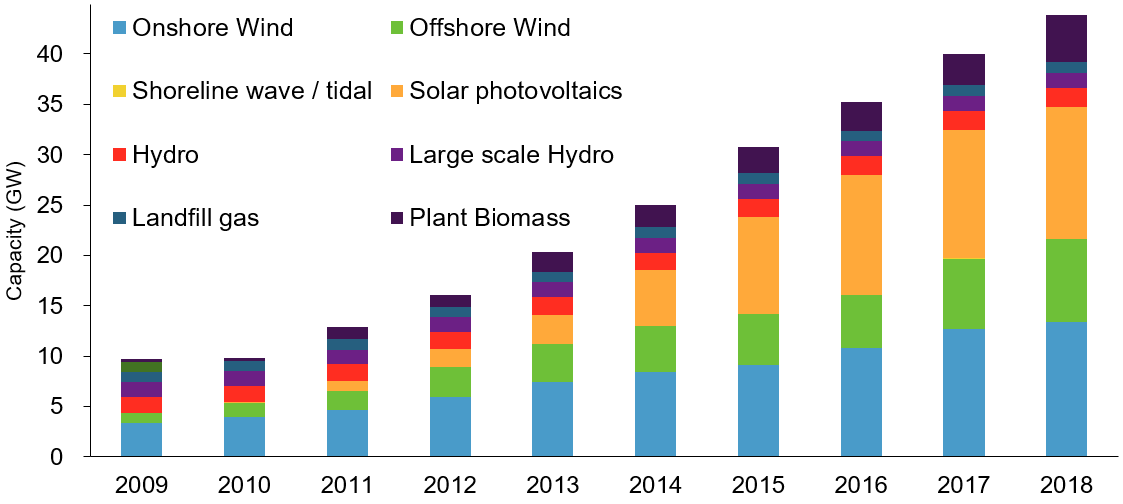
القدرة المركبة لمصادر الطاقة المتجددة في المملكة المتحدة بين عامي 2000 و 2015.

ومنذ منتصف التسعينات بدأت الطاقة المتجددة تسهم في توليد الكهرباء في المملكة المتحدة مما يضيف إلى قدرة توليد الطاقة الكهرمائية الصغيرة. وبلغ إجمالي مصادر الكهرباء المتجددة 14.9٪ من الكهرباء المولدة في المملكة المتحدة في عام 2013  ليصل إلى 53.7 تيراوات ساعة من الكهرباء المولدة. وفي الربع الثاني من عام 2015 تجاوز إنتاج الكهرباء المتجددة 25٪ وتوليد الفحم للمرة الأولى.
وقد بلغت مساهمة الطاقة المتجددة في تحقيق خفض بنسبة 15٪ في إجمالي استهلاك الطاقة في المملكة المتحدة بحلول عام 2020 وفقا لتوجيه الاتحاد الأوروبي للطاقة المتجددة لعام 2009 بلغ إجماليها 5.2٪ في عام 2013 وفقا للمنهجية المبينة في التوجيه. وبحلول عام 2016 تظهر الحسابات المؤقتة أن الرقم ارتفع مرة أخرى إلى 8.3 في المائة من استهلاك الطاقة الواردة من مصادر متجددة في عام 2015.
وقد ازداد الاهتمام في مجال الطاقة المتجددة في المملكة المتحدة في السنوات الأخيرة بسبب أهداف جديدة من المملكة المتحدة والاتحاد الأوروبي من أجل تخفيض انبعاثات الكربون وتعزيز توليد الطاقة الكهربائية المتجددة من خلال الحوافز التجارية مثل نظام شهادة الالتزام المتجدد (ROCs) والصناديق الاستئمانية وتعزيز الحرارة المتجددة من خلال الحوافز الحرارية المتجددة. كانت المخططات الكهرومائية تاريخيا أكبر منتجين للكهرباء المتجددة في المملكة المتحدة ولكن هذه الخطط تجاوزت الآن مخططات طاقة الرياح التي تمتلك المملكة المتحدة موارد كبيرة محتملة لها.

## التاريخ
الطاقة الحرارية المتجددة في شكل الوقود الحيوي تعود إلى 415,000 قبل الميلاد في المملكة المتحدة. اليورانيوم وتأريخ بواسطة التألق الحراري التي تعطي أدلة على استخدام حرائق الخشب في موقع بيتش في مقاطعة سوفولك.
وقد تم استيراد تكنولوجيا الساقية إلى البلاد من قبل الرومان في ايكنهام وويلوفورد في انكلترا من القرن الثاني الميلادي. في وقت تجميع كتاب ونشيستر (1086) كان هناك 5,624 طاحونة في إنجلترا وحدها 2٪ فقط منها لم تكن موجودة من قبل الدراسات الأثرية الحديثة. وتقدر أبحاث لاحقة عددا أقل تحفظا من 6,082 وقد أشير إلى أن هذا ينبغي أن يعتبر الحد الأدنى كما لم يتم تسجيلها شمال إنجلترا بشكل صحيح. في عام 1300 ارتفع هذا العدد إلى ما بين 10,000 و 15,000.
ظهرت طواحين الهواء لأول مرة في أوروبا خلال العصور الوسطى. أول طاحونة هوائية في أوروبا يفترض أنها كانت من النوع العمودي تعود إلى 1185 في قرية ويدلي السابقة في يوركشاير التي تقع في الطرف الجنوبي من القبة المطلة على مصب همبر. وكانت أول توربينات الرياح المولدة للكهرباء عبارة عن آلة شحن للبطارية تم تركيبها في يوليو 1887 من قبل الأكاديمي الإسكتلندي جيمس بليث لإضاءة منزل عطلته في ماركيرك في اسكتلندا.
في عام 1878 تم تطوير أول نظام للطاقة الكهرومائية في العالم في كراجسيد في مقاطعة نورثمبرلاند بانكلترا من قبل وليام آرمسترونغ. كان يستخدم لتوليد الطاقة لمصباح قوسى واحد في معرضه الفني.
ومع ذلك كان كل توليد الكهرباء تقريبا بعد ذلك على أساس حرق الفحم. في عام 1964 شكل الفحم 88٪ من توليد الكهرباء وكان النفط 11٪. أما الباقي فقد تم توفيره في الغالب من الطاقة الكهرومائية التي واصلت نمو حصتها من توليد الكهرباء حيث كافح الفحم لتلبية الطلب. وأصبحت المحطة الثالثة لتوليد الطاقة الكهرمائية في العالم وهي سد كروشان في أرغيل وبوت في اسكتلندا تعمل بكامل طاقتها في عام 1967. حاول مجلس توليد الكهرباء المركزي تجربة طاقة الرياح على شبه جزيرة لين في ويلز خلال الخمسينيات ولكن هذا تم إخمادها بعد المعارضة المحلية.
وشهدت الطاقة المتجددة نقطة تحول في السبعينات مع أزمة حظر النفط عام 1973 وإضراب عمال المناجم عام 1972 وتزايد البيئة وتنمية طاقة الرياح في الولايات المتحدة تمارس ضغوطا على الحكومة. في عام 1974 قدم فريق مراجعة السياسة المركزية التوصية بأن «المرحلة الأولى من التقييم التقني والاقتصادي الكامل لتسخير قوة الطاقة الموجية لتوليد الكهرباء يجب أن توضع في وقت واحد». وقد اعتبرت الطاقة الموجية بمثابة مستقبل سياسة الطاقة في البلاد وتم رفض مشاريع الطاقة الشمسية وطاقة الرياح والمد والجزر باعتبارها «غير عملية». ومع ذلك تم افتتاح مركز أبحاث الطاقة البديلة في هارويل على الرغم من أنه انتقد لدعمه الطاقة النووية. وبحلول عام 1978 صممت أربعة نماذج أولية لمولد الطاقة كانت تعتبر في وقت لاحق مكلفة للغاية وأغلق برنامج طاقة الموجة في نفس العام.
خلال هذه الفترة كانت هناك زيادة كبيرة في مجمع الطاقة الشمسية الحرارية لتوفير المياه الساخنة وفي عام 1986 بدأت ساوثهامبتون ضخ الحرارة من بئر الحرارة الجوفية من خلال شبكة التدفئة في المنطقة وعلى مر السنين تم إضافة العديد من محركات الحرارة والطاقة المدمجة والمراجل الاحتياطية للتدفئة جنبا إلى جنب مع مبردات الامتصاص وآلات ضغط النسخ الاحتياطي للتبريد.
وفي عام 1987 بدأت توربينات رياحية بقدرة 3.7 ميغاواط على جزر أوركني في توفير الكهرباء للمنازل وهي الأكبر في بريطانيا في ذلك الوقت. وأدت خصخصة قطاع الطاقة في عام 1989 إلى وقف تمويل البحوث الحكومية المباشرة. وبعد ذلك بعامين تم افتتاح أول مزرعة رياح برية في المملكة المتحدة في شبة جزيرة ديلابول وتتكون المزرعة من 10 توربينات وتنتج ما يكفي من الطاقة ل 2700 منزل. وأعقب ذلك أول شركة بحرية في المملكة المتحدة في شمال هويل (ويلز).
وارتفعت حصة الطاقة المتجددة في توليد الكهرباء في البلاد من أقل من 2 في المائة في عام 1990 إلى 14.9 في المائة في عام 2013 وذلك بفضل الدعم وانخفاض التكاليف. ويطلب فريضة الطاقة المتجددة الذي تم تقديمه في 1 أبريل 2002 من جميع شركات الكهرباء التي توفر الكهرباء للمستهلكين النهائيين توفير جزء معين من الكهرباء من مصادر الطاقة المتجددة المؤهلة؛ وهي نسبة كانت تزيد كل سنة حتى عام 2015 من 3٪ في الفترة 2002-2003 من خلال 10.4٪ في 2010-2012 إلى 15.4٪ في 2015-2016. أعلنت حكومة المملكة المتحدة في استعراض الطاقة لعام 2006 هدفا إضافيا بنسبة 20٪ بحلول 2020-2021. بالنسبة لكل ساعة ميغاوات مؤهلة من الطاقة المتجددة المتولدة يتم إصدار شهادة قابلة للتداول تسمى شهادة فريضة الطاقة المتجددة (ROC) من قبل مكتب أسواق الغاز والكهرباء (OFGEM)
وفي عام 2007 وافقت حكومة المملكة المتحدة على هدف عام للاتحاد الأوروبي يتمثل في توليد 20 في المائة من إمدادات الطاقة في الاتحاد الأوروبي من مصادر الطاقة المتجددة بحلول عام 2020. وقد أعطيت لكل دولة من الدول الأعضاء في الاتحاد الأوروبي هدفها المخصص؛ بالنسبة للمملكة المتحدة هو 15٪. وقد تم رسم الطابع الرسمي على ذلك في يناير 2009 مع إصدار توجيهات الاتحاد الأوروبي بشأن الطاقة المتجددة. وبما أن إنتاج الطاقة المتجددة والوقود في المملكة المتحدة منخفضان للغاية وتقدر المملكة المتحدة الطاقة المتجددة أن ذلك سيتطلب ما يتراوح بين 35 و 40٪ من الكهرباء في المملكة المتحدة من مصادر متجددة بحلول ذلك التاريخ  التي يجب أن تلبي إلى حد كبير من 33-35 غيغاواط من طاقة الرياح المثبتة. ويتألف قانون تغير المناخ لعام 2008 من الالتزام بتخفيض الانبعاثات الصافية لغازات الدفيئة بنسبة 80 في المائة بحلول عام 2050 (على مستويات عام 1990) وهو تخفيض متوسط الهدف بنسبة 26٪ بحلول عام 2020
الصفقة الخضراء هي سياسة حكومة المملكة المتحدة التي أطلقتها وزارة الطاقة وتغير المناخ في 1 أكتوبر 2012. وهي تسمح بقروض لتدابير توفير الطاقة للممتلكات في بريطانيا العظمى لتمكين المستهلكين من الاستفادة من تحسينات كفاءة الطاقة في وطنهم.

## اقتصاديات
| تقنية                             | تقدير 2011 | 2040 الإسقاط المركزي |
| --------------------------------- | ---------- | -------------------- |
| النهرى الكهرومائية (أفضل المواقع) | 6.9        | 5                    |
| الرياح البرية                     | 8.3        | 5.5                  |
| نووي                              | 9.6        | 6                    |
| احتجاز الكربون مع CCGT            | 10.0       | 10                   |
| خشب CFBC                          | 10.3       | 7.5                  |
| الطاقة الحرارية الأرضية           | 15.9       | 9                    |
| الرياح البحرية                    | 16.9       | 8.5                  |
| محاصيل الطاقة                     | 17.1       | 11                   |
| تيار المد والجزر                  | 29.3       | 13                   |
| الشمسية الكهروضوئية               | 34.3       | 8                    |
| سدود المد والجزر                  | 51.8       | 22                   |

### أسعار الإضراب
يضمن السعر لكل ميجاوات ساعة تدفع إلى منتج الكهرباء. وهي ليست نفس كلفة الكهرباء بحسب مصدر الطاقة المولدة منه وهي تقدير أولي لمتوسط التكلفة التي يجب أن يحصل عليها المنتج للتعادل.'
وقد وافقت مصادر توليد منخفض الكربون على «أسعار الإضراب» في نطاق 50- 79 £ £ 79.23 / ميغاواط للضوئية و80 £ / ميغاواط للطاقة من النفايات و79.23- £ 82.5 / ميغاواط للرياح البرية و £ 114.39- £ 119.89 / ميغاواط ساعة لتكنولوجيات الرياح والتحويلات البحرية (كلها معبر عنها في أسعار عام 2012)  هذه الأسعار مقسمة إلى التضخم.
ومن المتوقع أن ينتهي إنشاء شبكة بحر الشمال في عام 2020 على وجه التحديد وستحصل المملكة المتحدة بعد ذلك على 1.4 غيغاواط من الوصول إلى مصادر أقل تكلفة في منطقة العطاءات الجنوبية في النرويج (NO2) لمنطقة نورد بول سبوت. وبالمثل من المتوقع أن تبدأ شركة فايكنغ عملياتها في عام 2022  وبعدها ستحصل المملكة المتحدة على 1.4 غيغاواط أخرى من الوصول إلى منطقة تقديم العطاءات في غرب الدنمارك الأقل تكلفة (DK1) لمنطقة نورد بول سبوت.

## طاقة الرياح
طاقة الرياح توفر نسبة متزايدة من الطاقة في المملكة المتحدة وفي بداية يناير 2015 كانت طاقة الرياح في المملكة المتحدة تتكون من 6,546 توربينات رياحية بطاقة إجمالية تبلغ أقل من 12 جيجاوات: 7,950 ميغاواط من الطاقة البرية و 4,049 ميغاواط من القدرة البحرية. وهذا ما جعل المملكة المتحدة في هذا الوقت سادس أكبر منتج للطاقة الريحية في العالم (وراء الصين 2. الولايات المتحدة الأمريكية 3. ألمانيا 4. الهند و 5. إسبانيا) بعد أن تجاوزت فرنسا وإيطاليا في عام 2012. ويظهر استطلاع الرأي العام تأييدا قويا لطاقة الرياح في المملكة المتحدة حيث يوافق ما يقرب من ثلاثة أرباع السكان على استخدامه حتى بالنسبة للأشخاص الذين يعيشون بالقرب من توربينات الرياح البرية. ومن المتوقع أن تستمر طاقة الرياح في النمو في المملكة المتحدة في المستقبل المنظور وتقدر شركة الطاقة المتجددة أن أكثر من 2 غيغاواط من القدرات سيتم نشرها سنويا للسنوات الخمس القادمة (2016-2020)  داخل المملكة المتحدة وطاقة الرياح هي ثاني أكبر مصدر للطاقة المتجددة بعد الكتلة الحيوية  في عام 2016.
شركة دونغ للطاقة هي أكبر مشغل لمزارع الرياح في المملكة المتحدة مع حصص في مشاريع مخطط لها أو قائمة قادرة على إنتاج 5 غيغاواط من طاقة الرياح. وأكد الرئيس التنفيذي لشركة دونغ للطاقة خطة لبيع قسم النفط والغاز في الشركة.
شهد عام 2010 إنجاز بعض المشاريع الهامة في صناعة الرياح في المملكة المتحدة مع منطقة غونفليت وروبن ريج وثانيت حيث مزارع الرياح على المجرى. وتم جلب أكثر من 1.1 جيجا واط من طاقة الرياح الجديدة خلال عام 2010، بزيادة 3٪ عن عام 2009. كان هناك انخفاض بنسبة 38٪ في المنشآت البرية إلى 503 ميغاواط مقارنة مع 815 ميغاواط في عام 2009 ولكن كان هناك زيادة بنسبة 230٪ في المنشآت البحرية 653 ميغاواط مثبتة (مقارنة مع 285 ميغاواط في عام 2009).
عموما طاقة الرياح ترفع تكاليف الكهرباء قليلا. في عام 2015 قدر أن استخدام طاقة الرياح في المملكة المتحدة أضاف 18 جنيه استرليني إلى فاتورة الكهرباء السنوية المتوسطة. هذه هي التكلفة الإضافية التي يتحملها المستهلكون لاستخدام الرياح لتوليد حوالي 9.3٪ من المجموع السنوي - حوالي 2 جنيه استرليني لكل 1٪. ومع ذلك فإن طاقة الرياح البحرية هي أكثر تكلفة بكثير من البرية مما يرفع التكاليف. أما مشاريع الرياح البحرية التي أنجزت في الفترة 2012-2014 فقد بلغت كلفتها من الكهرباء 131 جنيها إسترلينيا / ميجاواط ساعة مقارنة بسعر الجملة الذي يتراوح بين 40 و 50 جنيها إسترلينيا / ميغاواط. وفي عام 2017 ذكرت صحيفة فاينانشال تايمز أن تكاليف الرياح البحرية الجديدة قد انخفضت بنحو الثلث على مدى أربع سنوات إلى معدل 97 جنيه استرليني / ميغاواط ساعة وتلبية الحكومة £ 100 / ميغاواط ساعة الهدف قبل أربع سنوات. وفي عام 2017 تم تقديم عطاءين لمزرعة الرياح البحرية بتكلفة 57.50 جنيها إسترلينيا / ميجاوات في الساعة 2022-23، أي ما يقرب من نصف تكلفة عقد جديد للطاقة النووية.

## الطاقة البحرية

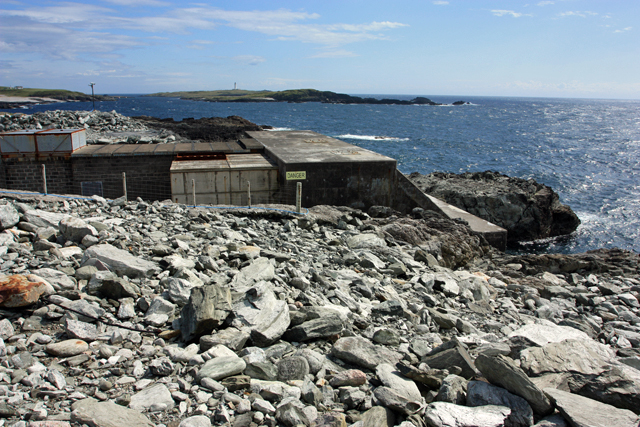
جهاز الطاقة الموجية

الطاقة البحرية أو القوى البحرية (وتسمى في بعض الأحيان طاقة المحيط أو قوة المحيط أو الطاقة الحركية للمحيط) هي الطاقة المتولدة من موجات المحيط أو من ظاهرة المد والجزر أو من ملوحة المياة أو من اختلاف درجات حرارة المياة. فنتيجة لحركة المياة في محيطات العالم يتم توليد مقدارا هائلا من الطاقة الحركية والتي يمكن استخدامها لتوليد الكهرباء المستخدمة إما في المنازل أو وسائل النقل أوالمصانع.
ويتم استخدام مصطلح الطاقة البحرية ليشمل أشكال عديدة من الطاقة مثل الطاقة الموجية وهي الطاقة المتولدة نتيجة حركة أمواج المحيط السطحية، وطاقة المد والجزر وهي شكل من أشكال طاقة الحركة والتي تكون مخزنة في التيارات الناتجة عن المد والجزر. ولا يتم اعتبار طاقة الرياح البحرية شكل من أشكال الطاقة البحرية فهي شكل من أشكال طاقة الرياح.
فلذلك تعتبر المحيطات من أهم مصادر توليد الطاقة المتجددة في العالم
نظرا لموقع الجزيرة في المملكة المتحدة فإن البلاد لديها امكانات كبيرة لتوليد الكهرباء من موجة الطاقة وقوة المد والجزر.
وحتى الآن لم تتلق طاقة الأمواج والمد والجزر سوى القليل من المال اللازم للتنمية وبالتالي لم تستغل بعد على أساس تجاري كبير بسبب الشكوك حول جدواها الاقتصادية في المملكة المتحدة. يعمل المركز الأوروبي للطاقة البحرية في جزر أوركني شبكة الطاقة الموجية في بيليا كرو خارج سترومنيس وشبكة المد والجزر في قناة ضيقة بين السان البحري ويستراي والسان البحرى سترونساي.
وتم الإعلان عن تمويل أول مزرعة للموجات في المملكة المتحدة من قبل المدير التنفيذي الإسكتلندي آنذاك في فبراير 2007. وستكون أكبر شركة في العالم بسعة 3 ميغاواط تنتجها أربعة آلات بيلاميس وتكلفة أكثر من 4 ملايين جنيه. وفي جنوب اسكتلندا تم إجراء تحقيقات في مشروع قوة المد والجزر التي تشمل بناء سياج سولواي الذي ربما يقع جنوب انان.
وقد تم الانتهاء من مشروع مزرعة الطاقة الموجية لتسخير قوة الموجة باستخدام عوامة ذات قوة PB150 وقد تم الانتهاء من تكنولوجيا قوى المحيط في اسكتلندا ويجري تطويره خارج كورنوال في محور الموجة.

## الوقود الحيوي
وقد تم بالفعل استغلال الوقود الحيوي من المجاري ودفن النفايات في بعض المناطق. وفي عام 2004 قدمت الشركة 129.3 غيغاواط ساعة (بزيادة 690٪ عن مستويات عام 1990) وكانت مصدر الطاقة المتجددة الرائد في المملكة المتحدة وتمثل 39.4٪ من إجمالي الطاقة المتجددة المنتجة (بما في ذلك الطاقة المائية). وقد التزمت المملكة المتحدة باستهداف 10.3٪ من الطاقة المتجددة في النقل للامتثال لتوجيه الطاقة المتجددة للاتحاد الأوروبي ولكنها لم تنفذ بعض التشريعات لتحقيق هذا الهدف.
ويمكن للوقود الحيوي الآخر أن يوفر مصدرا للطاقة محايد الكربون إذا كان يزرع محليا. وفي أمريكا الجنوبية وآسيا أدى إنتاج الوقود الحيوي للتصدير في بعض الحالات إلى أضرار بيئية كبيرة، بما في ذلك إزالة الغابات المطيرة. في عام 2004 قدم الوقود الحيوي 105.9 غيغاواط ساعة 38٪ منه من الخشب. وهذا يمثل زيادة قدرها 500٪ عن عام 1990.
وفي المملكة المتحدة فإن فريضة الوقود المتجدد في النقل (RTFO) (أعلنت عام 2005) اشترطت أن يكون 5 في المائة بحلول عام 2010 من جميع وقود مركبات الطرق قابلة للتجديد. وفي عام 2008 ذكر تقرير نقدي من الجمعية الملكية أن خطر الوقود الحيوي فشل في تحقيق تخفيضات كبيرة في انبعاثات غازات الاحتباس الحراري من النقل، بل ويمكن أن يكون ضارا بيئيا ما لم تضع الحكومة السياسات الصحيحة.

## الطاقة الشمسية

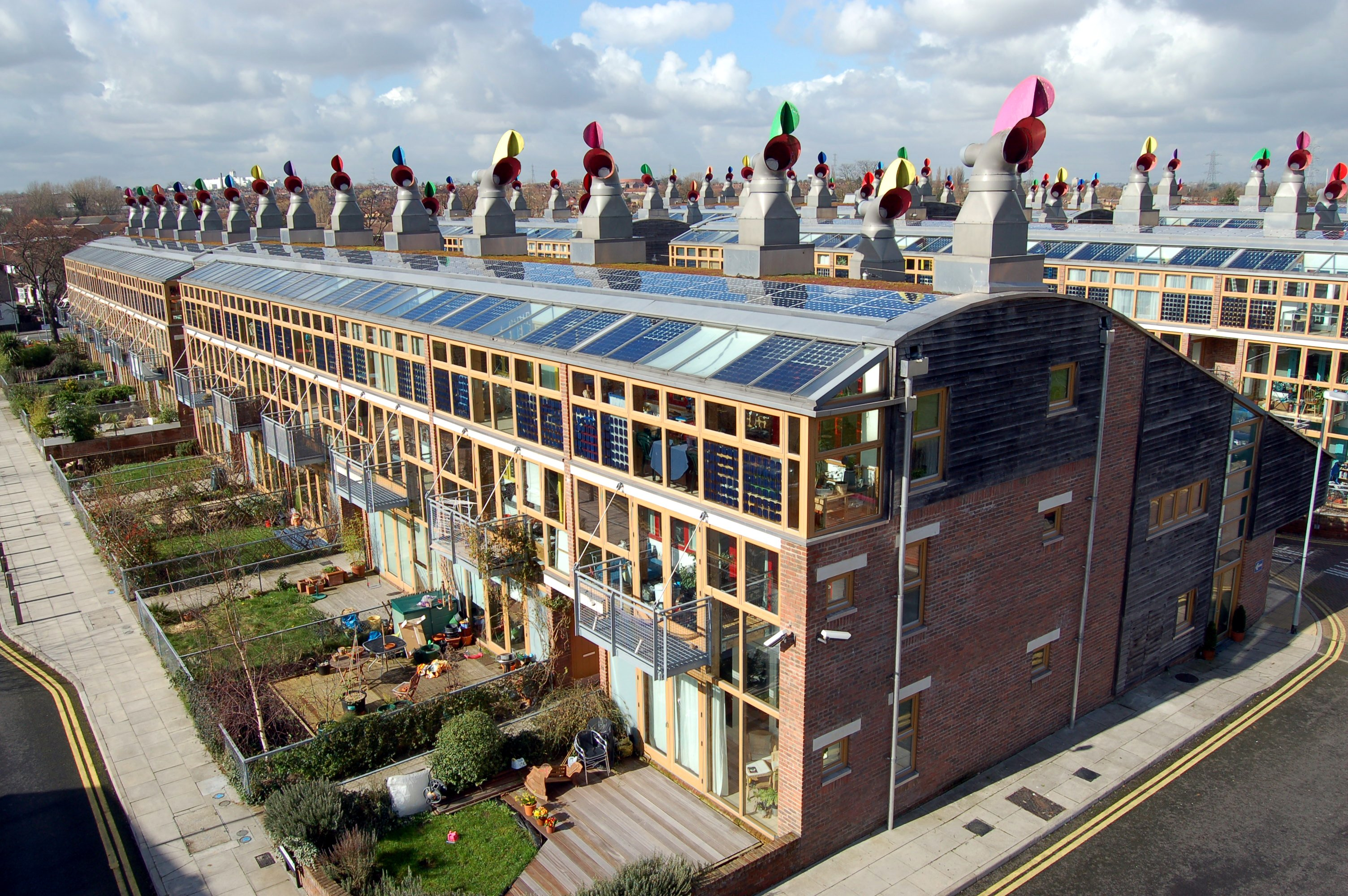
الألواح الشمسية على تطوير بيدزيد في مقاطعة لندن من سوتون

كان هناك 230,000 مشروع للطاقة الشمسية في المملكة المتحدة بحلول نهاية عام 2011، مع قدرة إنتاج قدرها 750 ميغاواط. وبحلول فبراير 2012 وصلت قدرة الإنتاج إلى 1000 ميغاواط. وقد زاد استخدام الطاقة الشمسية بسرعة كبيرة في السنوات الأخيرة، وإن كان ذلك من قاعدة صغيرة نتيجة للتخفيضات في تكلفة الألواح الكهروضوئية وإدخال إعانة للتعريفات الجمركية (FIT) في أبريل 2010. في عام 2012 قالت الحكومة أن 4 ملايين منزل في جميع أنحاء المملكة المتحدة سوف تكون مدعوم من الشمس في غضون ثماني سنوات  تمثل 22,000 ميغاواط من الطاقة الشمسية المركبة بحلول عام 2020.
واعتبارا من مايو 2017 كانت القدرة الإنتاجية 12318 ميجاوات من الطاقة الشمسية الكهروضوئية، ووضع المملكة المتحدة في المركز السادس دوليا من حيث إجمالي القدرة الإنتاجية. وفي عام 2016 ولدت المملكة المتحدة 3.4٪ من إجمالي الكهرباء باستخدام الطاقة الشمسية.

## الطاقة الكهرومائية

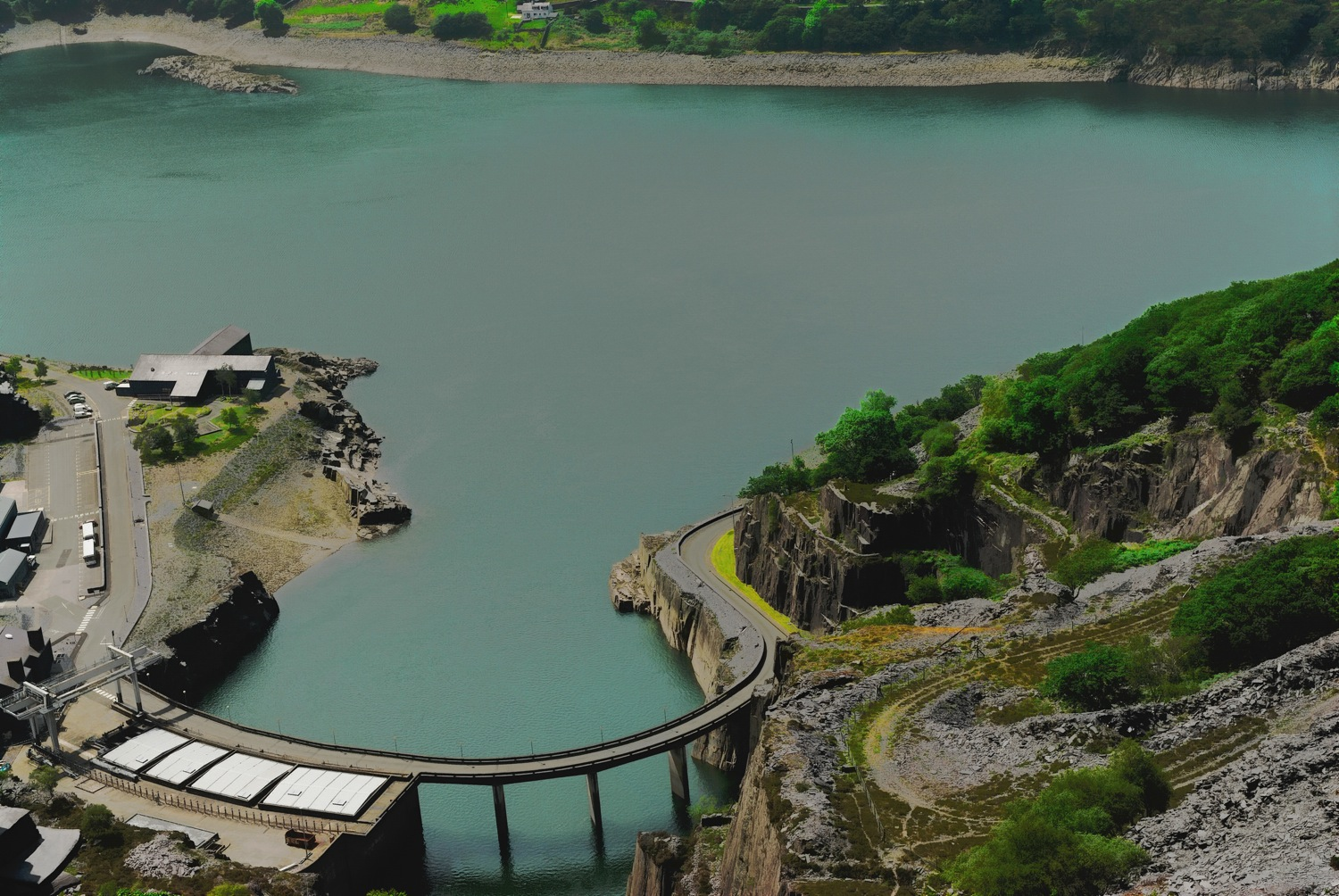
محطة الطاقة دينورويغ منخفضت الخزان و 1800 ميغاواط المخزنة في محطة توليد الطاقة الكهرومائية في شمال ويلز، وأكبر محطة للطاقة الكهرمائية في المملكة المتحدة

واعتبارا من عام 2012 استحوذت محطات الطاقة الكهرومائية في المملكة المتحدة على 1.67 غيغاواط من الطاقة المولدة لتوليد الكهرباء و 1.9٪ من إجمالي الطاقة المولدة في المملكة المتحدة و 14٪ من الطاقة المولدة للطاقة المتجددة في المملكة المتحدة. ويبلغ إنتاج الكهرباء السنوي من هذه المخططات حوالي 5,700 جيجاوات ساعة أي حوالي 1,5٪ من إجمالي إنتاج الكهرباء في المملكة المتحدة.
وهناك أيضا محطات لتوليد الطاقة الكهرومائية في المملكة المتحدة. وتعتبر محطات الطاقة هذه مستهلكين صافيا للطاقة الكهربائية ولكنها تسهم في تحقيق التوازن بين الشبكة مما يمكن أن ييسر توليد الطاقة المتجددة في أماكن أخرى على سبيل المثال عن طريق «انتشال» الفائض من الطاقة المتجددة في أوقات الذروة وإطلاق الطاقة عند الحاجة.
ويقدر احتمال وجود محطات طاقة مائية أكثر عملية وقابلة للاستمرار في المملكة المتحدة في المنطقة من 146 إلى 248 ميغاواط لإنجلترا وويلز، وتصل إلى 2,593 ميغاواط لاسكتلندا. ومع ذلك فمن المحتمل أن تكون الشواغل البيئية بحكم طبيعة المواقع الجغرافية النائية والوعرة لبعض هذه المواقع المحتملة في المتنزهات الوطنية أو المناطق الأخرى ذات الجمال الطبيعي الرائع تعني أن عددا كبيرا منها سيعتبرغير مناسبة لذلك أو لا يمكن تطويرها إلى إمكاناتها النظرية الكاملة.
وقد تم تجديد الاهتمام بالطاقات الكهرومائية في المملكة المتحدة في السنوات الأخيرة بسبب الأهداف الجديدة للمملكة المتحدة والاتحاد الأوروبي من أجل تخفيض انبعاثات الكربون وتعزيز توليد الطاقة المتجددة من خلال الحوافز التجارية مثل نظام شهادة فريضة الطاقة المتجددة (ROCs) والتعريفات الجمركية (FITs).و كانت دراسات تقييم الموارد المائية المتاحة في المملكة المتحدة قد خسرت عددا كبيرا من المواقع لأسباب ضعف القدرة الاقتصادية أو التكنولوجية ولكن الدراسات في عامي 2008 و 2010 من قبل جمعية الهيدرو البريطانية (BHA) أتاحت عدد أكبر من المواقع القابلة للحياة بسبب التحسينات في التكنولوجيا المتاحة وفريضة الطاقة المتجددة والتعريفات الجمركية
وتتوخى خطة العمل الوطنية للطاقة المتجددة التابعة للحكومة البريطانية في يوليو 2010 ما بين 40 ميغاواط و 50 ميغاواط سنويا من مشاريع الطاقة الكهرومائية الجديدة التي يتم تركيبها سنويا حتى عام 2020. أما أحدث ردود الفعل على مشاريع الطاقة المائية الجديدة فهي لعام 2009 وحوالي 15 ميغاواط من الطاقة المائية الجديدة تم تركيبه خلال تلك السنة. ولذلك يبقى من الضروري أن نرى ما إذا كانت حوافز فريضة الطاقة المتجددة والصناديق الاستئمانية ستكون كافية لتحقيق هذه الأهداف الطموحة.

## الطاقة الحرارية الأرضية
وقد تم التخلي عن التحقيقات في استغلال الطاقة الحرارية الأرضية في المملكة المتحدة التي نجمت عن أزمة النفط في عام 1973 مع انخفاض أسعار الوقود. وهناك مخطط واحد فقط قيد التشغيل في ساوثهامبتون. في عام 2004 أعلن أنه سيتم بناء أول نموذج للطاقة الحرارية الأرضية في المملكة المتحدة قرية بالقرب من إيستغات في مقاطعة درم.

## التوليد الصغري
وينظر إلى تكنولوجيات التوليد الصغري على أنها تنطوي على إمكانات كبيرة من جانب الحكومة. ومع ذلك فقد اعتبر العديد من المعلقين أن إستراتيجية التوليد الصغير التي أطلقت في مارس 2006  كانت خيبة أمل. وينطوي التوليد الصغير على إنتاج الكهرباء محليا من قبل المنازل والشركات من مصادر منخفضة الطاقة بما في ذلك توربينات الرياح الصغيرة ومنشآت الكهرباء الشمسية. ومن المتوقع أن يؤدي قانون تغير المناخ والطاقة المستدامة لعام 2006  إلى زيادة عدد منشآت التوليد الصغري  إلا أن التمويل المقدم للمنح في إطار برنامج بناء الكربون المنخفض يثبت أنه غير كاف لتلبية الطلب  قضى في 75 دقيقة. (تم إدخال التعرفة الجمركية والمعروفة أيضا باسم «استرداد الطاقة النظيفة») اعتبارا من 1 أبريل 2010 لدعم توليد الطاقة الكهربائية الدقيقة. تم تقديم الحوافز الحرارية المتجددة من 28 نوفمبر 2011 لدعم توليد الطاقة الدقيقة من المضخات الحرارية والألواح الحرارية الشمسية ومراجل الكتلة الحيوية ولكن فقط للمساكن غير المنزلية. وقد وضعت الحكومة خططا لتوسيع الحوافز الحرارية المتجددة إلى المساكن المحلية في عام 2013. وتأخر إدخال الحوافز الحرارية المتجددة لفترة طويلة بعد تقديم الدعم للكهرباء المتجددة قد وجه ضربة وحشية لصناعات الحرارة المتجددة.

## نظم الطاقة المجتمعية
وتوفر نظم الطاقة المجتمعية المستدامة التي يتولاها مجلس وكينغ بورو نهجا متكاملا لاستخدام التوليد المشترك للطاقة المتجددة والتكنولوجيات الأخرى لتوفير إمدادات الطاقة المستدامة للمجتمع المدني. ومن المتوقع أن يتم تطوير نفس النهج في مدن أخرى بما في ذلك لندن. الطاقة المجتمعة هي مؤسسة خيرية اسكتلندية مستقلة أنشئت في عام 2008 والتي تقدم المشورة والدعم المالي لمشاريع الطاقة المتجددة التي وضعتها مجموعات المجتمع في اسكتلندا. الهدف المعلن من الطاقة المجتمعة باسكتلندا هو «بناء الثقة والمرونة والثروة على مستوى المجتمع المحلي في اسكتلندا من خلال تنمية الطاقة المستدامة».
تم بناء منزل إيجابي الطاقة في ويلز مع 120,000 £ في يوليو 2015. ويقدر السعر في المستقبل 100,000 £. الصادرات السنوية للطاقة من البناء أعلى من الطلب الخاص بها.

## وصلات خارجية
- الطاقة المتجددة على DEFRA
- إستراتيجية المملكة المتحدة في مجال الطاقة المتجددة (سياسة حكومية رسمية) (بالإنجليزية)
- Planning Policy Statement 22 (PPS22) on renewable energy
- UK Renewables Policy.
- Small-scale Wind Power in the UK
- Britain's Old Industries See Renewable Boost
- Britain To Launch Innovative Feed-in Tariff Program in 2010
- Map of UK renewable power installations